# Бодзехув (гміна)
Гміна Бодзехув (пол. Gmina Bodzechów) — сільська гміна у східній Польщі. Належить до Островецького повіту Свентокшиського воєводства.
Станом на 31 грудня 2011 у гміні проживало 13689 осіб.

## Територія
Згідно з даними за 2007 рік площа гміни становила 122.28 км², у тому числі:
- орні землі: 63.00%
- ліси: 28.00%

Таким чином, площа гміни становить 19.84% площі повіту.

## Населення
Станом на 31 грудня 2011:
| Опис     | Загалом | Загалом | Чоловіки | Чоловіки | Жінки | Жінки |
| -------- | ------- | ------- | -------- | -------- | ----- | ----- |
| одиниця  | осіб    | %       | осіб     | %        | осіб  | %     |
| все      | 13689   | 100     | 6703     | 48.97    | 6986  | 51.03 |
| міське   | 0       | 100     | 0        |          | 0     |       |
| сільське | 13689   | 100     | 6703     | 48.97    | 6986  | 51.03 |

## Сусідні гміни
Гміна Бодзехув межує з такими гмінами: Балтув, Васнюв, Кунув, Островець-Свентокшиський, Садове, Сенно, Цьмелюв.